# Flossenblätter
Die Flossenblätter oder Silberflossenblätter (Monodactylus) sind eine Gattung barschverwandter Fische, die im küstennahen tropischen Indopazifik und an der Küste Westafrikas im Meer- und Brackwasser (selten im küstennahen Süßwasser), meist in Mangrovenbeständen leben. Flossenblätter leben gesellig in kleinen Gruppen.

## Merkmale
Ihr Körper ist hochrückig, fast scheibenförmig, bei Monodactylus sebae etwa doppelt so hoch wie die Standardlänge, und seitlich deutlich abgeflacht. Flossenblätter sind von silbrig glänzender Farbe, ihre Länge beträgt je nach Art 10 bis 30 Zentimeter. Die Schuppen sind Ctenoidschuppen. Rücken- und Afterflosse sind langgestreckt, ihr vorderer Teil ist höher. Rücken- und Afterflosse haben nur wenige Flossenstacheln, die zum größten Teil von Haut und Schuppen bedeckt sind. Die körpernahe Hälfte der Flossen sind von kleinen, leicht abfallenden Schuppen bedeckt. Die Bauchflossen sind bei Adulten reduziert. Das Maul ist klein, die Augen relativ groß, das Seitenlinienorgan folgt der Rückenlinie.

## Systematik
Die Gattung Monodactylus wurde 1801 durch den französischen Naturforscher Bernard Germain Lacépède eingeführt, die Familie Monodactylidae 1883 durch die amerikanischen Ichthyologen David Starr Jordan und Barton Warren Evermann. Der Name Monodactylus bedeutet „ein Finger“ und nimmt Bezug auf die rudimentäre, nur aus einem kleinen Flossenstachel bestehenden Bauchflossen der Fische. Lange Zeit wurde auch die in australischen Küstengewässern vorkommende und den Flossenblättern äußerlich sehr ähnliche Gattung Schuettea in die Familie Monodactylidae gestellt. In einer im September 2022 veröffentlichte Studie über den Umfang der Ordnung Acropomatiformes kamen die Autoren aber zu dem Ergebnis, dass die Gattung Schuettea zu dieser Ordnung gehört. Monodactylus gehört dagegen in die Doktorfischartigen (Acanthuriformes). Die Familie Monodactylidae umfasst damit nur noch die Gattung Monodactylus.

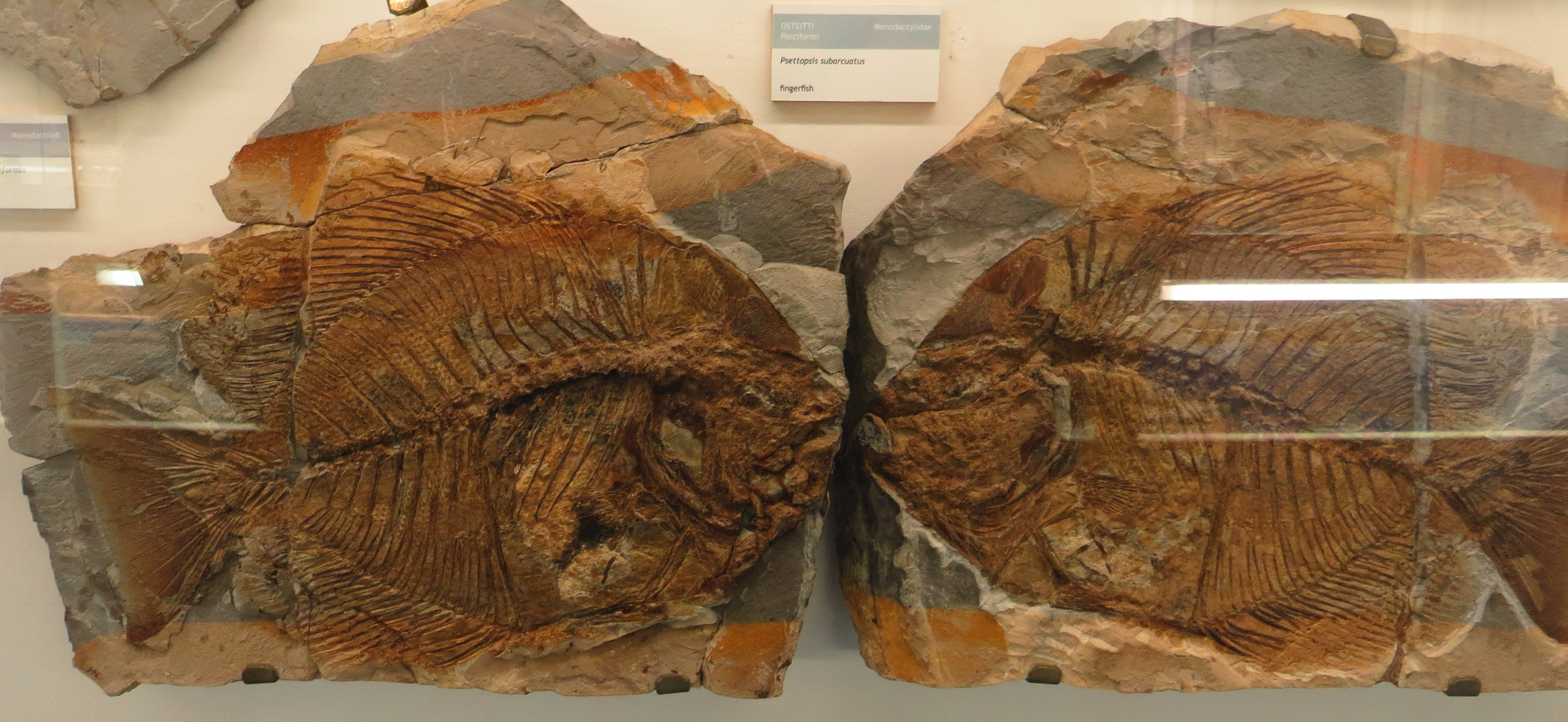
Fossil von Psettopsis subarcatus, eine ausgestorbene Flossenblätterart aus dem Eozän (Monte Bolca)

## Arten
Es gibt vier rezente Flossenblätterarten:
- Silberflossenblatt (Monodactylus argenteus (Linnaeus, 1758))
- Monodactylus falciformis Lacépède, 1801
- Kottelats Silberflossenblatt (Monodactylus kottelati Pethiyagoda, 1991)
- Seba-Flossenblatt (Monodactylus sebae (Cuvier, 1829))